# Rhododendron rosifaciens
Rhododendron rosifaciens är en ljungväxtart som beskrevs av R.Milne. Rhododendron rosifaciens ingår i släktet rododendron, och familjen ljungväxter. Inga underarter finns listade i Catalogue of Life.